# The Boneyard Collection

The Boneyard Collection est un film américain d'Edward L. Plumb sorti en 2006 et divisé en quatre segments :
- Boogie with the Undead
- The Devil's Due at Midnight
- Her Morbid Desires
- Cry of the Mummy.

## Distribution
- Danielle James : Aurora
- Amanda Jordan : Amanda
- Dena Wilkinson : Electra
- Forrest J. Ackerman : Dr Acula
- Shelley Winsor : Nicole
- Bobby Pickett : Le gérant
- Barbara Steele : Vanessa Peabody